# Partnerski marketing
Partnerski marketing (engl. affiliate marketing) je grana marketinga u kojoj neko preduzeće nagrađuje jednog ili više saradnika (affiliate) za svakog posetioca ili korisnika koji je doveden marketinškim naporima tog saradnika. Primeri uključuju sajtove koji koriste nagrade, gde se korisnici nagrađuju novcem ili poklonima, za obavljenu ponudu, i za upućivanje drugih na taj sajt. Ova industrija ima četiri ključna igrača: trgovac (takođe poznat kao 'prodavac' ili 'brend'), mreža, objavljivač (takođe poznat i kao 'saradnik'), i korisnik. Sa rastom složenosti ovog tržišta, pojavila se i druga liga igrača, u koje spadaju agencije za upravljanje saradnicima, super-saradnici i specijalizovani prodavci.
Partnerski marketing se do određenog stepena preklapa sa drugim metodama internet marketinga, zbog toga što saradnici često koriste standardne metode reklamiranja (oglašavanja). Te metode uključuju prirodnu optimizaciju internet pretraživača, plaćen marketing putem pretraživača, e-mail marketing, i u nekom smislu pokazno reklamiranje. Sa druge strane, saradnici nekada koriste manje uobičajene tehnike, kao što su objavljivanje ocena proizvoda ili usluga ponuđenih od strane partnera.
Partnerski marketing – korišćenje jednog sajta da usmeri posetu ka drugom – je forma internet marketinga, koju oglašivači često zanemaruju. Dok pretraživači, e-mail, i udruživanje sajtova zaokupljaju veliku pažnju internet prodavaca, affiliate marketing ima znatno skromniju reputaciju. Ipak, saradnici i dalje igraju značajnu ulogu u marketing strategijama internet prodavaca.

## Istorija

### Poreklo
Koncept podele dobiti – plaćanja provizije za preporučeni posao – prethodi partnerskom marketingu i internetu. Primena principa podele dobiti na matično internet poslovanje desilo se skoro četiri godine nakon pojave Svetske Mreže (World Wide Web) u novembru 1994.
Konsenzus marketinških stručnjaka i insajdera industrije filmova za odrasle je da je Cybererotica ili bila prva ili jedna od ranih inovatora u affiliate marketingu sa programom plaćanja po kliku.
Za vreme novembra 1994., CDNOW je lansirao svoj BuyWeb program. Sa ovim programom ’CDNOW’ je bio prvi sajt van industrije filmova za odrasle koji je uveo koncept saradnika ili program udruživanja sa svojom idejom kupovine putem klika. CDNOW je imao ideju da bi sajtovi koji imaju muzičku tematiku mogli da ocenjuju ili da izlistaju albume na svojim stranama za koje bi njihovi posetioci bili zainteresovani da ih kupe. Ovi vebsajtovi su takođe nudili link koji bi odveo posetioca direktno na CDNOW da kupi te albume. Ideja daljinske kupovine se prvobitno pojavila zbog razgovora sa muzičkom markom Gefin Rekords u jesen 1994. Uprava Gefina je želela da prodaje diskove svojih izvođača direktno sa svog sajta, ali nije želela da sama implementira ovu mogućnost. Zvaničnici Gefina su upitali CDNOW da li bi oni mogli da naprave program, gde bi CDNOW rukovodio kompletnim procesom naručivanja. Gefin je shvatio da bi CDNOW mogao direktno da uspostavi vezu od izvođača na njihovom sajtu do sajta Gefina, zaobilazeći tako početnu stranu CDNOW da bi otišli direktno na muzičku stranu izvođača.
Amazon.com je lansirao svoj program udruživanja u julu 1996. Saradnici Amazona su mogli da postave baner ili link sa tekstom na svoj sajt za pojedinačne knjige, ili link direktno ka početnoj strani Amazona.
Kada bi posetioci sa sajta saradnika klikom došli na Amazon i kupili knjigu, taj saradnik bi dobijao proviziju. Amazon nije bio prvi trgovac koji je ponudio partnerski program, ali je njihov program bio prvi koji je postao opštepoznat i služio kao model za programe koji su usledili.
U februaru 2000. Amazon je objavio da mu je odobren patent na sve ključne komponente jednog partnerskog programa. Aplikacija za patent je podneta u junu 1997., što prethodi većini partnerskih programa, ali ne i PC Flowers & Gifts.com (oktobar 1994), AutoWeb.com (oktobar 1995), Kbkids.com/BrainPlay.com (januar 1996), EPage (April 1996), i još nekolicini drugih.

### Istorijski razvoj
Partnerski marketing se brzo razvijao od svog početka. Vebsajt namenjen internet trgovini, na koji se u ranim danima interneta gledalo kao na marketinšku igračku, postao je ključni deo kompletnog biznis plana a u nekim slučajevima je postao veći posao od postojećih poslova van internet mreže. Prema jednom izveštaju, ukupan iznos prodaje ostvaren kroz mrežu saradnika u 2006. samo u Engleskoj je iznosio 2,16 milijardi funti. Procenjuje se da je 2005. taj iznos bio 1,35 milijarde funti. Istraživački tim MarketingSherpa je procenio da su, tokom 2006., saradnici širom sveta zaradili 6,5 milijardi dolara na ime nagrada i provizija od strane raznih izvora u trgovini, ličnim finansijama, klađenju i kockanju, putovanjima, telekomunikacijama, obrazovanju, izdavaštvu i raznih formi spajanja korisnika sa prodavcima koje se razlikuju od kontekstualnog reklamiranja.
Trenutno najaktivniji sektori za partnerskog marketing su industrija filmova za odrasle, kockanje, trgovinska industrija, i sektor razmene fajlova. Tri sektora od kojih se očekuje najveći rast su mobilna telefonija, finansije i putovanja. Odmah iza ovih sektora dolaze zabava (posebno igrice) i sektori (posebno širokopropusnog opsega) internet usluga.

### 2.0
Sajtovi i servisi bazirani na Web 2.0 konceptu – blogovi i interaktivne internet zajednice, na primer – su takođe uticale na svet partnerskog marketinga. Novi mediji su omogućili trgovcima da se približe svojim saradnicima i poboljšali su komunikaciju među njima.

## Načini kompenzacije

### Najčešći načini kompenzacije
Osamdeset procenata affiliate programa danas koristi podelu dobiti ili cenu po prodaji kao način kompenzacije, devetnaest procenata koristi cenu po aktivnosti, a ostali programi koriste druge načine kao što su cena po kliku ili cena po hiljadi.

### Manje bitni načini kompenzacije
U okviru razvijenijih tržišta, manje od jednog procenta tradicionalnih affiliate marketing programa danas koristi cenu po kliku ili cenu po hiljadi. Međutim, ovi načini kompenzacije se uveliko koriste u pokaznom reklamiranju i plaćenim pretraživanjima.
Cena po hiljadi zahteva samo da objavljivač postavi reklamu na svom sajtu i prikaže je svojim posetiocima da bi dobio proviziju. Plaćanje po kliku zahteva jedan dodatan korak u procesu konverzije da bi doneo prihod objavljivaču. Nije dovoljno da posetilac samo bude svestan ove reklame, već mora da klikne na tu reklamu da bi posetio sajt oglašivača.
Dok su ovi modeli postali manje zastupljeni u razvijenom internet poslovanju i na onlajn tržištima oglašavanja, oni i dalje preovlađuju u nekim industrijama u razvoju. Kina je jedan primer gde Affiliate marketing ne liči otvoreno na isti model na zapadu. Mnogi saradnici dobijaju fiksnu ’cenu po danu’, dok neke mreže nude cenu po kliku.

### Marketing performansi
U slučaju cene po hiljadi/kliku, objavljivač se ne brine da li je posetilac član publike koju oglašivač pokušava da privuče i ima sposobnost da je preusmeri, jer u ovom trenutku taj objavljivač je već zaradio svoju proviziju. Ovo ostavlja veći, i, u slučaju cene po hiljadi, potpun rizik i gubitak (ukoliko posetilac ne može biti preusmeren) samom oglašivaču.
Metode cene po aktivnosti/prodaji zahtevaju da posetilac učini više nego da samo poseti sajt oglašivača pre nego što saradnik dobije proviziju. Oglašivač mora prvo da preusmeri tog posetioca. U najboljem interesu saradnika je da oglašivaču pošalje najužu moguću ciljanu grupu posetilaca da bi uvećao šansu za preusmerenje. Saradnik i oglašivač dele i rizik i gubitak.
Affiliate marketing se takođe naziva i marketing performansi, što se odnosi na to na koji način zaposleni u prodaji obično dobijaju kompenzaciju. Takvim zaposlenima se obično plaća provizija za svaku prodaju koju obave, a ponekad dobijaju i bonuse na osnovu učinka za prevazilaženje ciljanih normi. Saradnici nisu zaposleni kod oglašivača čije proizvode ili usluge oni promovišu, ali su modeli kompenzacije koji se primenjuju u affiliate marketingu veoma slični onima koji se koriste za ljude u unutrašnjim sektorima prodaje oglašivača.
Fraza „saradnici su dodatna snaga u prodaji za vaš posao“, koja se često koristi da objasni affiliate marketing, nije potpuno tačna. Osnovna razlika između saradnika i unutrašnjih sektora prodaje je u tome što saradnici u marketingu utiču malo ili uopšte ne utiču na mogućeg kandidata u procesu preusmerenja onda kada je taj kandidat upućen na sajt oglašivača. Sektor prodaje oglašivača, međutim, ima tu kontrolu i uticaj do tačke kada kandidat potpiše ugovor ili okonča kupovinu.

## Programi sa više nivoa
Neki oglašivači nude programe na više nivoa koji distribuiraju proviziju na hijerarhijsku mrežu referala prijavljivanja i pod-partnera. U praksi, objavljivač ’A’ se prijavi na program kod oglašivača i bude nagrađen za dogovorenu aktivnost koju sprovede posetilac koga je on uputio. Ako objavljivač ’A’ privuče objavljivače ’B’ i ’C’ da se prijave na isti program koristeći njegov prijavni kod, sve buduće aktivnosti koje će obaviti objavljivači ’B’ i ’C’ će rezultovati dodatnom provizijom (manjeg procenta) za objavljivača ’A’.
Programi od dva nivoa postoje u malom broju affiliate programa; većina su sačinjeni od jednog nivoa. Programi preporuke nakon programa od dva nivoa liče na marketing sa više nivoa ili mrežni marketing ali su drugačiji: Asocijacije marketinga sa više nivoa ili mrežnog marketinga obično imaju kompleksnije zahteve/kvalifikacije provizije od standardnih partnerskih programa.

## Iz perspektive oglašivača

### Za i protiv
Trgovcima više odgovara partnerski marketing jer se u većini slučajeva koristi model „plaćanja po aktivnosti“, što znači da trgovac ne snosi nikakve troškove (sem troškova inicijalne postavke) reklamiranja sem ako se rezultati ne akumuliraju. Neke kompanije veliki deo svog uspeha mogu da pripišu ovoj marketinškoj tehnici, a najbolji primer je Amazon.com. Međutim, za razliku od pokaznog oglašavanja, dalekosežni učinak partnerskog marketinga nije lako predvideti.

### Opcije implementacije
Neki trgovci vode sopstvene tj. nesponzorisane partnerske programe uz pomoć popularnih softvera, dok drugi koriste usluge koje im nude posrednici koji prate promet i prodaju ostvarenu preko saradnika. Trgovci mogu da biraju između dva različita načina upravljanja saradnicima: samostalni softver ili usluge hostinga koji se obično zovu mreže saradnika. Isplate saradnicima tj. objavljivačima se obavljaju ili preko mreže u ime trgovca, preko mreže uspostavljene među svim trgovcima sa kojima objavljivač sarađuje i od kojih dobija proviziju ili direktno preko samog trgovca.

### Partnerski menadžment i program menadžment spoljnih saradnika (OPM)
Uspešni partnerski programi zahtevaju održavanje i dosta rada. Uspešan partnerski program je mnogo teže voditi sada nego kada su takvi programi bili u začetku. Sa izuzetkom vertikalnih (specijalizovanih) tržišta, partnerski program ne može da stvori veću dobit sa lošim menadžmentom ili bez ikakvog menadžmenta.
Sve veći broj internet kompanija i sve veći broj ljudi koji dovoljno veruje najnovijoj tehnologiji da kupuje i obavlja poslove preko interneta doprinosi daljem sazrevanju affiliate marketinga. U želji da ostvare značajni profit trgovcima je sve teže da se istaknu na tržištu preplavljenom konkurentima sličnog kvaliteta i obima. U ovakvom okruženju, oni trgovci koji uspeju da se istaknu mogu sebi da obezbede veliku zaradu.
U skorije vreme, marketing industrija na internetu sve više napreduje. U nekim oblastima, internet mediji su dostigli nivo kvaliteta klasičnih medija, gde je reklamiranje krajnje profesionalno i konkurentno. Postoji primetno više zahteva koje trgovci moraju da ispune da bi bili uspešni, a ti zahtevi postaju sve veći teret koji trgovci ne mogu da iznesu samostalno i van internet mreže. Sve veći broj trgovaca traži alternativna rešenja u relativno novim kompanijama koje se bave menadžmentom affiliate programa (OPM). Obično ih osnivaju iskusni partnerski menadžeri i menadžeri mreže saradnika. OPM kompanije obavljaju usluge partnerskog programa za trgovca, slično kao što reklamne agencije promovišu brend ili proizvod.

### Unajmljivanje objavljivača
Mreže saradnika koje već imaju nekoliko oglašivača obično imaju veliku grupu objavljivača. Ovi objavljivači mogu da se unajme, a takođe postoji i mogućnost da se objavljivači iz mreže sami prijave za program, tako da oglašivač ne mora ni da se trudi da traži i unajmljuje saradnike.
Bitni vebsajtovi koji privlače istu ciljanu publiku kao i oglašivač, ali bez konkurentnosti, takođe predstavljaju potencijalne partnere saradnike. Prodavci ili postojeći konzumenti takođe mogu da postanu regruteri ukoliko to ima smisla i ukoliko ne krši nikakve zakone i regulative.
Skoro svaki vebsajt može da se unajmi kao partnerski objavljivač, iako su visokoprometni vebsajtovi više zainteresovani za (zbog sopstvene zaštite) niskorizične metode kao što su cena po hiljadi ili srednjerizične kao na primer cena po kliku nego za visokorizične metode kao što su cena po aktivnosti ili podela dobiti.

### Pronalaženje partnerskog programa
Postoje tri glavna načina da se pronađe partnerski program za ciljani vebsajt:
1. Katalozi partnerskih programa
2. Velike mreže saradnika koje obezbeđuju platformu čak i za hiljade oglašivača i
3. Sam ciljani vebsajt (vebsajtovi koji nude partnerski program često imaju link naslovljen "affiliate program", "affiliates", "referral program", ili "webmasters" - obično u zaglavlju samog sajta ili sekciji ‘O nama'.

Ako gore navedene lokacije ne sadrže informacije o saradnicima, u tom slučaju verovatno postoji neki affiliate program koji nije javni. Najprecizniji način da dođete do ovih informacija je da direktno kontaktirate vlasnika vebsajta.

## Prošla i sadašnja izdanja
Od nastanka affiliate marketinga pa sve do danas, saradničku aktivnost malo ko kontroliše. Beskrupulozni saradnici koriste spem (neželjena pošta), lažno reklamiranje, iznuđene klikove (da bi dobili 'kolačiće' uz koje prate korisničke računare), špijunske reklame, i druge metode kojima usmeravaju posetu ka svojim sponzorima. U samom začetku affiliate marketinga mnogi korisnici interneta su imali negativna mišljenja zbog sklonosti saradnika da koriste spem u cilju promovisanja programa za koji rade. Kako je affiliate marketing sazrevao, mnogi trgovci su pooštrili svoje uslove korišćenja da bi sprečili spemovanje.
Vebsajtovi koji su se uglavnom sastojali od affiliate linkova su u prošlosti imali lošu reputaciju zbog nekvalitetnog sadržaja. Međutim Gugl je 2005. godine napravio aktivne izmene, pa su neki vebsajtovi bili označeni kao 'tanki saradnici'. Takvi vebsajtovi su ili uklonjeni iz Guglovog indeksa ili im je promenjeno mesto na strani sa rezultatima (na primer sa vrha su ih pomerili na niže pozicije). Da bi se izbegla ovakva kategorizacija, affiliate vebmasteri moraju da kreiraju kvalitetan sadržaj na svojim vebsajtovima koji bi izdvojio njihov rad od spemera ili farmi banera, koje sadrže samo linkove koje vode ka sajtovima trgovaca.
Neki komentatori su predložili originalnu ideju da affiliate linkovi najbolje funkcionišu u okviru konteksta informacija koje sam vebsajt pruža. Na primer ako vebsajt sadrži informacije o sportu, affiliate link koji vodi do vebsajta sa sportskom opremom će dobro funkcionisati u sklopu članaka i informacija o sportu. Cilj u ovom slučaju je da se objave kvalitetne informacije unutar vebsajta i ponude linkovi koji imaju veze sa datim kontekstom, a vode do vebsajta trgovca.

## Literatura
- Guide to E-Commerce Technology] (Edition by Internet Retailer изд.). 2007-08. Проверите вредност парамет(а)ра за датум: |date= (помоћ)
- Prussakov, Evgenii (2007). A Practical Guide to Affiliate Marketing. стр. 16-17. ISBN 978-0-9791927-0-8.

## Spoljašnje veze
- Šta je to partnerski marketing? Архивирано на веб-сајту  (23. октобар 2012)